# Bingham Peak (Antarktika)
Bingham Peak ist ein spitzer 1540 m hoher Gipfel, der etwa 2,5 Seemeilen (4,6 km) südöstlich des Springer Peak in den Webers Peaks in der westantarktischen Heritage Range liegt.
Am Bingham Peak wurden von Expeditionen vor Ort Fossilien gefunden, darunter Trilobiten und Mollusken aus dem Spät-Kambrium.
Bingham Peak wurde vom United States Geological Survey im Rahmen der Erfassung des Ellsworthgebirges in den Jahren 1961–66 durch Vermessungen vor Ort und Luftaufnahmen der United States Navy kartografiert. Das Advisory Committee on Antarctic Names benannte ihn nach Joseph P. Bingham, einem Polarlicht-Forscher der 1965 auf der amerikanischen Forschungsstation Eights Station arbeitete.